# 第百一号型掃海特務艇
第百一号型掃海特務艇（だいひゃくいちごうがたそうかいとくむてい）は、日本海軍の鹵獲艦艇の一つ。

## 経緯
本級はオランダがオランダ領東インド（インドネシア）における防衛任務のために建造した『ジェンベル級』掃海艇であるが太平洋戦争の南方作戦時に建造中、またはタンジョン・プリオクの陥落に際して自沈した7隻が鹵獲され1943年（昭和18年）から1944年（昭和19年）までにスラバヤの第102工作部で整備の上、日本海軍籍とし主にインドネシア沿岸での船団護衛任務に従事した。なお、自沈したのを引き揚げた104号、106号、107号は整備の際に操舵室付近を大型化し25mm機銃の配置が違う等の変更がなされているため後述の参考文献2ではこれらを『104号型掃海特務艇』としている。

## 諸元
- 基準排水量:175トン
- 水線長:34.8m
- 水線幅:5.7m
- 吃水(公試時):1.9m
- 機関:ディーゼル機関1基
- 機関出力:350馬力
- 速力:12~13kt
- 武装
  - 共通
    - 25mm連装機銃:1
    - 25mm単装機銃:1
    - 爆雷:6

  - 13mm単装機銃
    - 101号~103号、105号:1基
    - 104号、106号、107号:2基

## 同型艇・戦歴
※（）はオランダ海軍艦艇としての艦名
第101号（フロレス）
昭和17年3月に建造中に捕獲され、12月に日本海軍艦籍へ編入し建造継続、昭和18年6月に整備完成。戦後オランダへの引き渡しを経て、インドネシア海軍に所属。ただし、戦史叢書『南西方面海軍作戦 第二段作戦以降』によると、1944年5月17日にスラバヤでトランサム作戦の空襲を受け沈没。
第102号（ファク・ファク）
完成までの経緯は第101号と同じ。戦後オランダへ引き渡し。
第103号（ガロエト）
編入までの経緯は第101号と同じ。昭和18年7月に整備完成。戦後オランダに引き渡し。
第104号（ジェンベル）
昭和17年3月にタンジョン・プリオクで自沈後捕獲、昭和18年1月に艦籍に編入され2月に整備完成。昭和20年5月8日にバリ島北岸で潜水艦の雷撃を受けて着底。
第105号（グリセー）
捕獲の経緯は第101号と同じ。昭和18年4月に日本海軍艦籍へ編入し建造継続、8月に整備完成。昭和20年5月25日にジャワ島中部北岸でイギリス潜水艦『トレンチャント』の雷撃を受け戦没。
第106号（ジォンパン）
捕獲の経緯は104号と同じ。昭和18年4月に日本海軍艦籍へ編入し建造継続、8月に整備完成。戦後は101号と同様。
第107号（エンガノ）
編入までの経緯は106号と同じ。昭和19年8月に整備完成。戦後は101号と同様。